# 固
固 est un kanji qui se prononce ko ou kata. Il signifie « solide », « durcir », « ferme », « résolu ».
Son caractère Unicode est 56FA.